# Livro de Salmos da Baía

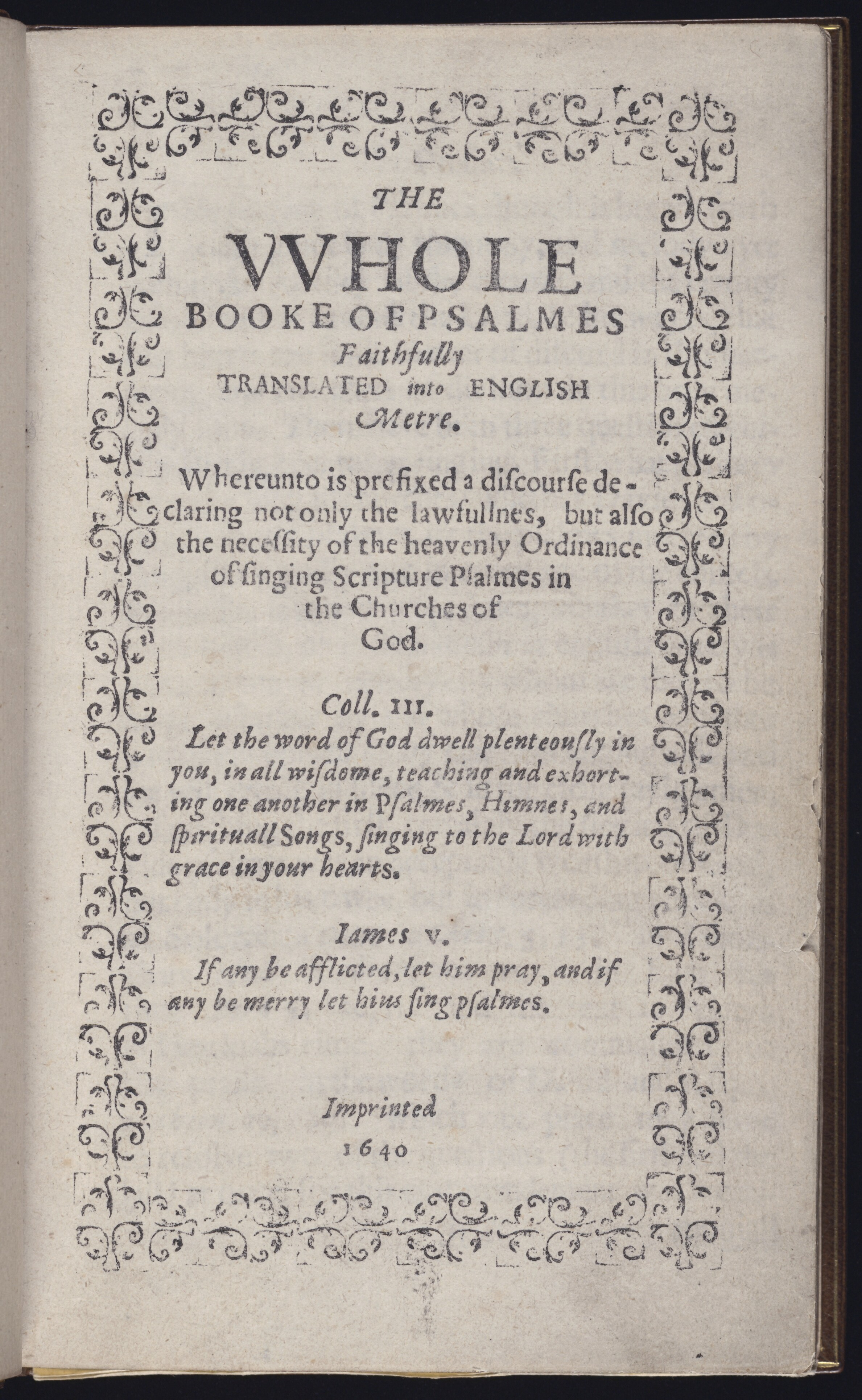
Página de título da cópia do Bay Psalm Book mantida pela Beinecke Rare Book and Manuscript Library

The Whole Booke of Psalmes Faithfully Translated into English Meter, comumente chamado de Bay Psalm Book, é um saltério métrico impresso pela primeira vez em 1640 em Cambridge, Massachusetts. Foi o primeiro livro impresso na América do Norte britânica. Os salmos nele são traduções métricas para o inglês. As traduções não são particularmente polidas e nenhuma permaneceu em uso, embora algumas das melodias com as quais foram cantadas tenham sobrevivido (por exemplo, " Old 100th "); no entanto, sua produção, apenas 20 anos após a chegada dos peregrinos a Plymouth, Massachusetts, representa uma conquista considerável. Passou por várias edições e permaneceu em uso por mais de um século.
Em novembro de 2013, uma das onze cópias sobreviventes conhecidas da primeira edição foi vendida em leilão por US$ 14,2 milhões, um recorde para um livro impresso.